# Réseau universitaire

Un réseau universitaire est un regroupement d'universités ayant pour but de coopérer dans les domaines de la mobilité estudiantine, des enseignements ou de la recherche scientifique.